# Chroustovice
Chroustovice là một chợ huyện thuộc huyện Chrudim, vùng Pardubický, Cộng hòa Séc.